# Bye Bye Love
Bye Bye Love ist ein von Felice und Boudleaux Bryant  geschriebenes Lied, das im Jahr 1957 von den Everly Brothers aufgenommen und bei Cadence Records unter der Katalognummer 1315 veröffentlicht wurde.
Das Lied erreichte in den USA den zweiten Platz in den Billboard-Top-100-Charts und den ersten Platz in den Cash-Box- und den Country-Charts. In den britischen Charts kam das Lied auf Platz sechs. Die Leser des Musikmagazins Rolling Stone wählten das Lied auf Platz 210 der 500 besten Songs aller Zeiten. Das Lied wurde außerdem in die Grammy Hall of Fame und die Rock and Roll Hall of Fame aufgenommen.
Das Lied wurde oft gecovert, gleichzeitig mit den Everly Brothers war der Countrysänger Webb Pierce im Jahr 1957 in den Charts und kam damit auf Platz 73 der Top 100. Weitere Versionen ohne Charterfolg erschienen unter anderem 1961 von Roy Orbison und Ray Charles, 1969 von Simon & Garfunkel und 1974 von George Harrison. Die von Harrison veröffentlichte Version ist allerdings gegenüber dem Original musikalisch und textlich stark verändert und bezieht sich auf Harrisons Trennung von Pattie Boyd, die eine Beziehung mit seinem Freund Eric Clapton eingegangen war.